# Ben-Hur (película de 2016)
Ben-Hur es una película épica e histórica estadounidense dirigida por Timur Bekmambetov y escrita por Keith R. Clarke y John Ridley, basada en la novela Ben-Hur, escrita por Lewis Wallace y publicada en 1880. Se habían realizado anteriores versiones cinematográficas del relato en 1907, 1925 y 1959, las dos últimas con gran éxito de público. El filme está protagonizado por Jack Huston, Morgan Freeman, Toby Kebbell, Nazanin Boniadi y Rodrigo Santoro. La fotografía principal comenzó el 2 de febrero de 2015, en Roma (Italia). La película se estrenó el 12 de agosto de 2016, y fue, a diferencia de las versiones anteriores, un fracaso de taquilla.

## Sinopsis
Judá Ben-Hur (Jack Huston), un antiguo príncipe de Jerusalén, sobrevive años de galeras para vengarse de su hermano adoptivo, Messala (Toby Kebbell), quien le acusó falsamente de atacar al prefecto de Judea Poncio Pilato (Pilou Asbæk). Con la ayuda de un mercader (Morgan Freeman), Judá regresa a Jerusalén para derrotar en una carrera de cuadrigas a su hermano y a Roma.

## Reparto
- Jack Huston como Judah Ben-Hur.[2]
- Morgan Freeman como Sheik Ilderim.[3]
- Toby Kebbell como Messala.[4]
- Nazanin Boniadi como Esther.[5]
- Rodrigo Santoro como Jesús.[6]
- Sofia Black D'Elia como Tirsa.[7]
- Ayelet Zurer como Naomi.[8]
- Moisés Arias como Dimas.[9]
- Pilou Asbæk como Poncio Pilato.[10]
- Marwan Kenzari como Drusos.[11]
- Edoardo Purgatori como el esclavo enojado.[12]
- Haluk Bilginer como Simónides.

## Doblajes
| Personaje     | Actor original     | Actor de doblaje   | Bandera           |
| ------------- | ------------------ | ------------------ | ----------------- |
| Judá Ben-Hur  | Jack Huston        | Fernando Castro    | Bandera de España |
| Messala       | Toby Kebbell       | Jos Gómez          | Bandera de España |
| Sheik Ilderim | Morgan Freeman     | Luis Mas           | Bandera de España |
| Tirzah        | Sofia Black-D'Elia | Anahí de la Fuente | Bandera de España |
| Dismas        | Moisés Arias       | Adrián Viador      | Bandera de España |

| Personaje     | Actor original     | Actor de doblaje | Bandera           |
| ------------- | ------------------ | ---------------- | ----------------- |
| Judá Ben-Hur  | Jack Huston        | Gerardo Alonso   | Bandera de México |
| Messala       | Toby Kebbell       | Alan Bravo       | Bandera de México |
| Sheik Ilderim | Morgan Freeman     | Rubén Moya       | Bandera de México |
| Tirzah        | Sofia Black-D'Elia | Betzabe Jara     | Bandera de México |
| Dismas        | Moisés Arias       | Bruno Coronel    | Bandera de México |

### Participación por identificar
- Eduardo Ramírez
- Humberto Solórzano
- Óscar Flores
- Alejandro Victoria Vallarino

## Producción
El 25 de abril de 2014, Paramount Pictures y Sony Pictures anunciaron que van a coproducir Ben-Hur con Mark Burnett y Roma Downey, que también hicieron la miniserie La Biblia. La película se estrenó en agosto de 2016. El 2 de febrero de 2015, MGM y Paramount revelaron que los productores serían Sean Daniel, Burnett, Joni Levin y Duncan Henderson, mientras Downey, Keith Clarke, John Ridley y Jason Brown servirían como productores ejecutivos. También se anunció que el equipo creativo incluía a Oliver Wood como director de fotografía, Naomi Shohan como diseñadora de producción, Varvava Avdyushko como diseñadora de vestuario, Jim Rygiel como supervisor de efectos visuales, y Andy Williams como supervisor de efectos especiales.

### Casting
Tom Hiddleston estaba en la mira para interpretar el papel principal, Judá Ben-Hur. El 11 de septiembre Morgan Freeman ingresó al elenco para interpretar el papel de Sheik Ilderim, el hombre que le enseña al esclavo Ben-Hur para convertirse en un conductor de cuadrigas campeón. El 16 de septiembre Jack Huston fue llamado a desempeñar el papel principal en la película. El 18 de septiembre, diversas fuentes confirmaron que Toby Kebbell estaba en las primeras conversaciones para interpretar el papel de villano como Messala. El 15 de octubre Gal Gadot estaba en conversaciones para unirse a la película e interpretar a Esther, principal papel femenino, una esclava con la que Ben-Hur vive el amor. Pedro Pascal de la serie de televisión Juego de tronos, estaba en conversaciones para interpretar a Poncio Pilatos. El 30 de octubre, TheWrap confirmó que las negociaciones de Gadot con Paramount y MGM habían terminado y que la actriz se había retirado debido a conflictos de programación con Batman v Superman: Dawn of Justice. El 4 de noviembre, Marwan Kenzari fue incluido al elenco como Drusos, un capitán romano. El 11 de noviembre, Ayelet Zurer estaba en negociaciones finales para interpretar a Naomi, la madre de Judá Ben-Hur (Miriam en el libro y la adaptación de 1959). El 13 de noviembre, Olivia Cooke estaba siendo considerada para interpretar a Tirsa, la hermana de Ben-Hur. El 2 de diciembre, Nazanin Boniadi fue confirmada como Esther, ganando el papel sobre las actrices Sofia Boutella, Moran Atias y Natalia Warner. El 12 de enero de 2015, Sofia Black D'Elia fue agregada en la película como la hermana de Ben-Hur, Tirsa, un papel que había sido ofrecido a Cooke. El 13 de enero, Rodrigo Santoro fue anunciado como el encargado de interpretar a Jesús. El 20 de enero, Moisés Arias fue incluido en el elenco para interpretar a Dimas, un fanático judío adolescente que está desesperado por luchar por la libertad después de que su familia fue asesinada por los romanos. Al día siguiente, el 21 de enero, Pilou Asbæk fue elegido como Poncio Pilato, en sustitución de Pascal.

### Rodaje
La fotografía principal de la película comenzó el 2 de febrero de 2015, en Roma y Matera (Italia). Sassi di Matera en Basilicata y el estudio Cinecittà en Roma fueron elegidos entre los lugares para filmar. El 13 de febrero, los actores totalmente disfrazados fueron vistos en el set durante el rodaje en Matera.

### Secuencia de los carros
La secuencia de carrera de carros famosa que se extiende unos 10 minutos, casi exactamente igual que en las anteriores películas fue planeada originalmente para ser filmada en la arena del circo Máximo en Roma, sin embargo,  se les negó el acceso por las autoridades culturales de Italia debido al temor que los carros dañaran el sitio histórico, que estaba bajo restauración en aquel momento. El alcalde de Roma, Ignazio Marino, dijo: "el objetivo de la administración de la ciudad no es aumentar los ingresos a cambio del uso del espacio público, sino devolver a Roma el papel de ser un gran lugar en nuestra historia y nuestra tradición."

## Resumen
Todo comienza en el 33 D.C. La familia Hur, que era muy importante, adopta a un niño romano llamado Messala, que era huérfano, porque su familia fue asesinada tras conspirar contra Julio Cèsar. Lo trataron como un hijo y lo criaron junto a Juda Ben Hur y Tirsa (de quien se enamora). 
Judá sufre un grave accidente mientras competía con su hermano en una carrera de caballos. Messala lo lleva en brazos hasta su casa. Su madre le culpa y él decide marcharse y alistarse en el ejército romano.
Judá conoce a Jesús y éste le dice: “ama a tus enemigos” y “Dios es amor”. 
Los romanos oprimían al pueblo judío por lo que un grupo de ellos, llamados zelotes, deciden atentar  contra  ellos. Los Hur no eran partidarios de esto pero Judá viendo a uno malherido decide darle cobijo en su casa.
Messala vuelve a Jerusalem con un alto puesto en el ejército y la misión de proteger a Poncio Pilatos, el nuevo prefecto .Le pide a Judá que apacigüe al pueblo pero desde su casa, el zelote al que había dado cobijo, atenta contra Pilatos. Los romanos lo culpan y mandan a Judá a las galeras y matan a toda la familia. Mientras que se lo llevan Jesús  le da agua y le dice: “Tu harías lo mismo por mí”.
Tras cinco años en galeras, su barco se hunde y él consigue escapar. Llega a una isla donde conoce a un grupo de nómadas que lo entrenan para carreras de cuádrigas en los circos romanos. Vuelve a Jerusalén para competir en una carrera contra Messala. Allí se encuentra con su mujer Esther, que era una seguidora de Jesús y descubre que su hermana y su madre siguen vivas pero gravemente enfermas de lepra.
Ben Hur gana la carrera consiguiendo su libertad. Pero Messala pierde quedando gravemente herido. 
Simultáneamente Jesús es apresado tras la traición de Judas, en el monte de los olivos. En una de las caídas de Jesús camino de la cruz, Judá le ofrece agua como Jesús lo hizo con él. Lo acompaña hasta que es crucificado, donde se da cuenta de todos los errores que ha cometido y la importancia de perdonar. Cuando Jesús muere comienza una tormenta y la lluvia cura a la madre y a la hermana. 
Judá corre en busca de su hermano malherido y se reconcilian. Finalmente toda la familia marcha junto con los nómadas.